# Domenico Losurdo
Domenico Losurdo (Sannicandro di Bari, Puglia; 14 de noviembre de 1941-28 de junio de 2018) fue un historiador, escritor, profesor universitario y filósofo italiano, uno de los principales del siglo XX, militante del comunismo. Se le conoció fundamentalmente por su postura crítica con la situación de Italia.

## Biografía
Cursó los estudios de filosofía en Tubinga (Alemania) y en Urbino (Italia), donde se doctoró con una tesis sobre Karl Rosenkranz, dirigida por Pasquale Salvucci.
Fue profesor de filosofía de la historia, luego emérito, en la Universidad de Urbino, asimismo fue presidente de la Sociedad Internacional de Filosofía Dialéctica Hegeliana y colaboró habitualmente en revistas especializadas de filosofía y teoría política. 
Su principal ámbito de investigación se refirió a la reconstrucción de la Historia de la filosofía política clásica alemana, desde Kant a Marx, con especial interés en Hegel. Esta reflexión le llevó a una relectura crítica de la tradición liberal de la filosofía.
También estudió en profundidad la filosofía de Nietzsche y escribió una de las más profundas reflexiones sobre la filosofía de Heidegger en relación con la guerra.
Murió el 28 de junio de 2018 con 76 años en Ancona, Italia, a causa de un cáncer de esófago.